# Institut supérieur pour la conservation et la restauration
L'Institut supérieur pour la conservation et la restauration ou ISCR (en italien : Istituto Superiore per la Conservazione ed il Restauro) est un organe du ministère des Biens et Activités culturels et du Tourisme.
Il est, avec l'Opificio delle pietre dure à Florence, l'une des institutions les plus célèbres et prestigieuses[réf. nécessaire] dans le domaine de la restauration et de son enseignement. Sa renommée dépasse les frontières nationales comme le montrent les nombreux initiatives, consultations et travaux que l'ISCR a mis en œuvre dans des pays étrangers depuis les années cinquante.[réf. nécessaire]
l'Institut a été fondé en 1939 en tant qu'Institut royal central de la restauration, mais a perdu, après la proclamation de la République, le qualificatif «royal», restant Institut central de la restauration (ICR) jusqu'en 2007 quand il prit son nom actuel. Le symbole ICR continue d'être son identification populaire.

## Histoire
Fondé à Rome en 1939 par Cesare Brandi, sur un projet élaboré par Giulio Carlo Argan et Brandi lui-même l'Institut a été créé dans le but de promouvoir l'activité des restaurateurs, dans le cadre de la pratique empirique et de l'intervention technique multidisciplinaire, sur la base de la contribution conjointe des historiens de l'art et des experts scientifiques. Dans le cadre de l'Institut sont enseignées les bases théoriques et méthodologiques de la "Théorie de la restauration" (Teoria del restauro), rédigé par Cesare Brandi. Une des particularités de Brandi est d'avoir su construire un réseau de contacts et de consultants extérieurs aux experts de l'ISCR. Il est mis au point une technique d'interrogation picturale, définie comme étant la "tratteggio"

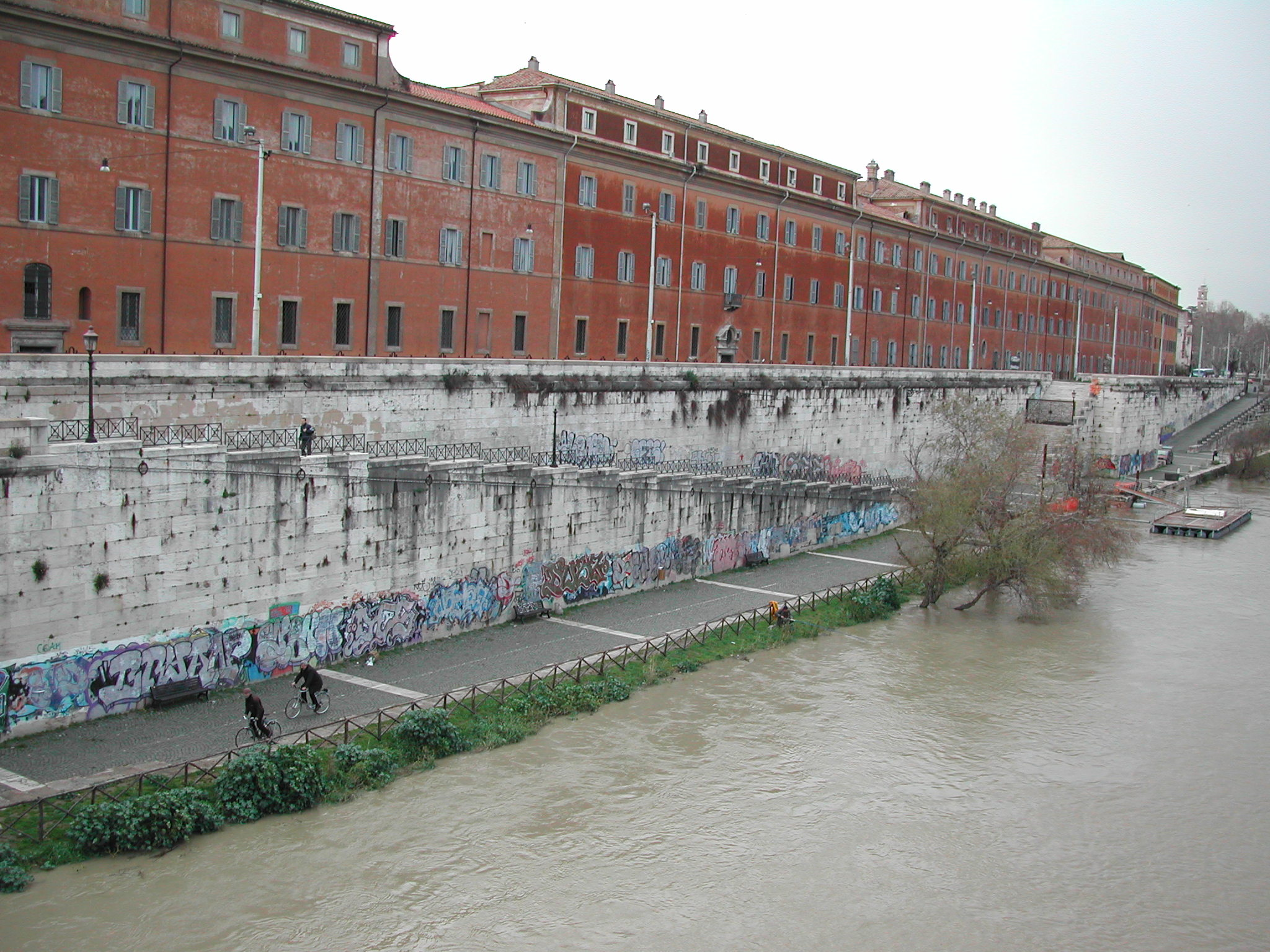
San Michel a Ripa

Actuellement, l'ISCR loge entièrement dans L'ospizio apostolico di San Michele. La bibliothèque fut installée en juillet 1939 en accompagnement de la création de l'Institut Royal central de la restauration (Regio Istituto Centrale del Restauro), qui a comme but de supporter les études et la documentation de l'Institut, et d'être un point de référence pour les chercheurs et les étudiants des cours de restauration. 

### Liste des directeurs de l'ISCR
- Cesare Brandi (de 1939 à 1961)
- Pasquale Rotondi (de 1961 à 1973)
- Giovanni Urbani (de 1973 à 1983)
- Umberto Baldini (de 1983 à 1987)
- Michele d'Elia (de 1987 à 1991)
- Evelina Borea (de 1991 à 1994)
- Michele Cordaro (de 1995 à 2000)
- Almamaria Tantillo Mignosi (de 2000 à 2002)
- Caterina Bon Valsassina (de 2002 à 2009)
- Gisella Capponi (de 2009 à aujourd'hui)